# Poggiarello di Toiano
Il Poggiarello di Toiano è un castello medievale situato presso Toiano, lungo la strada tra le borgate di Caldana e San Giusto a Balli, nel comune di Sovicille in provincia di Siena.
La struttura è composta da due torri merlate, racchiuse da mura che definiscono un cortile quadrangolare, corrispondente a quella che un tempo era la corte del castello. Costruito nel X secolo come granaio, fu convertito in residenza di campagna dalla illustre famiglia senese Chigi della Rovere che, intorno al 1558, in stile affine a quello del celebre architetto Baldassarre Peruzzi, fece erigere una cappella dedicata a sant'Agostino, situata sul lato orientale del castello, a cui nel '700 fu aggiunto un campanile in stile rococò. Oggi il complesso è proprietà privata della famiglia Fineschi-Pianigiani.